# مسلمة بن يحيى
مسلمة بن يحيى بن قرة بن عبيد الله بن عتبة البجلي قائد عسكري مسلم خراساني وقيل جرجاني ووالي عباسي. وخدم بني العباس وكان من أكابر القواد. وهو شقيق جبريل بن يحيى البجلي، الذي شارك في الثورة العباسية، قاتل مسلمة مع صالح بن علي في سوريا ضد البيزنطيين، وفي رمضان 172 هـ/ فبراير 789م أصبح واليًا على مصر في زمن هارون الرشيد حتى شعبان 173 هـ/ ديسمبر 789م.

## ولايته على مصر
ولاه هارون الرشيد على إمرة مصر على الصلاة والخراج معًا، بعد عزل موسى بن عيسى العباسي في سنة 172 هـ، قدم إلى مصر في شهر رمضان في عشرة آلاف من الجند، وسكن العسكر على عادة أمراء بني العباس، وجعل على الشرطة ابنه عبد الرحمن فلم تطل مدته على مصر، ووقع في ولايته على مصر أمور وفتن حتى عزله الخليفة هارون الرشيد في شعبان سنة 173 هـ بمحمد بن زهير الأزدي فكانت ولايته على إمرة مصر أحد عشر شهرًا وكانت أيامه مع قصرها كثيرة الفتن ووقع له أمور مع أهل الحوف ثم أخرج العساكر لحفظ البحيرة من الفتن التي كانت بالمغرب، ولم تزل الحرب قائمة بالمغرب وأمير مصر يتخوف من هجوم بعضهم إلى أن عُزل مسلمة عن مصر.